# Rosciano
Rosciano es una localidad de 3.161 habitantes en la provincia de Pescara.
Fundado alrededor del siglo XI, es una pequeña población de raíces medievales. En el centro hay edificios muy antiguos, como por ejemplo la torre de la familia "De Felice" originaria de Pianella, y también las bellísimas iglesias de Santa Eurosia y de San Nicolás.
El municipio es famoso en Abruzos por su vocación territorial en la producción de vino y aceite de oliva virgen extra de calidad.
- En el municipio se encuentra el barrio de Villa Badessa, isla lingüística Arbëreshë: allí se encuentra una iglesia ortodoxa construida a principios del siglo XVI gracias a la fundación de la primera colonia albanesa en Italia.

## Evolución demográfica
| Gráfica de evolución demográfica de Rosciano entre 1861 y 2001 |
|                                                                |
| Fuente ISTAT - elaboración gráfica de Wikipedia                |

- Datos: Q51387
- Multimedia: Rosciano / Q51387

1. ↑  Worldpostalcodes.org, código postal n.º 65020.
2. ↑  «Codici Catastali». Comuni-italiani.it (en italiano). Consultado el 29 de abril de 2017.